# 彭先觉
彭先觉（1941年9月—），男，汉族，湖南湘潭人，中华人民共和国核物理学家，中国工程物理研究院专家委员会成员，中国共产党党员，第十一届全国人民代表大会四川地区代表。

## 生平
1959年，彭先觉考入哈尔滨军事工程学院原子能工程系，1964年秋，彭先觉被分配到二机部九院理论部从事核武器的理论研究及设计工作，1999年，当选为中国工程院院士。
2008年起，彭先觉担任第十一届全国人民代表大会四川地区代表。2008年，彭先觉提出把核聚变和核裂变结合在一起的核能源方案，即“Z-箍缩驱动聚变裂变混合堆（Z-FFR）”方案。